# Franz Boll (Philologe)

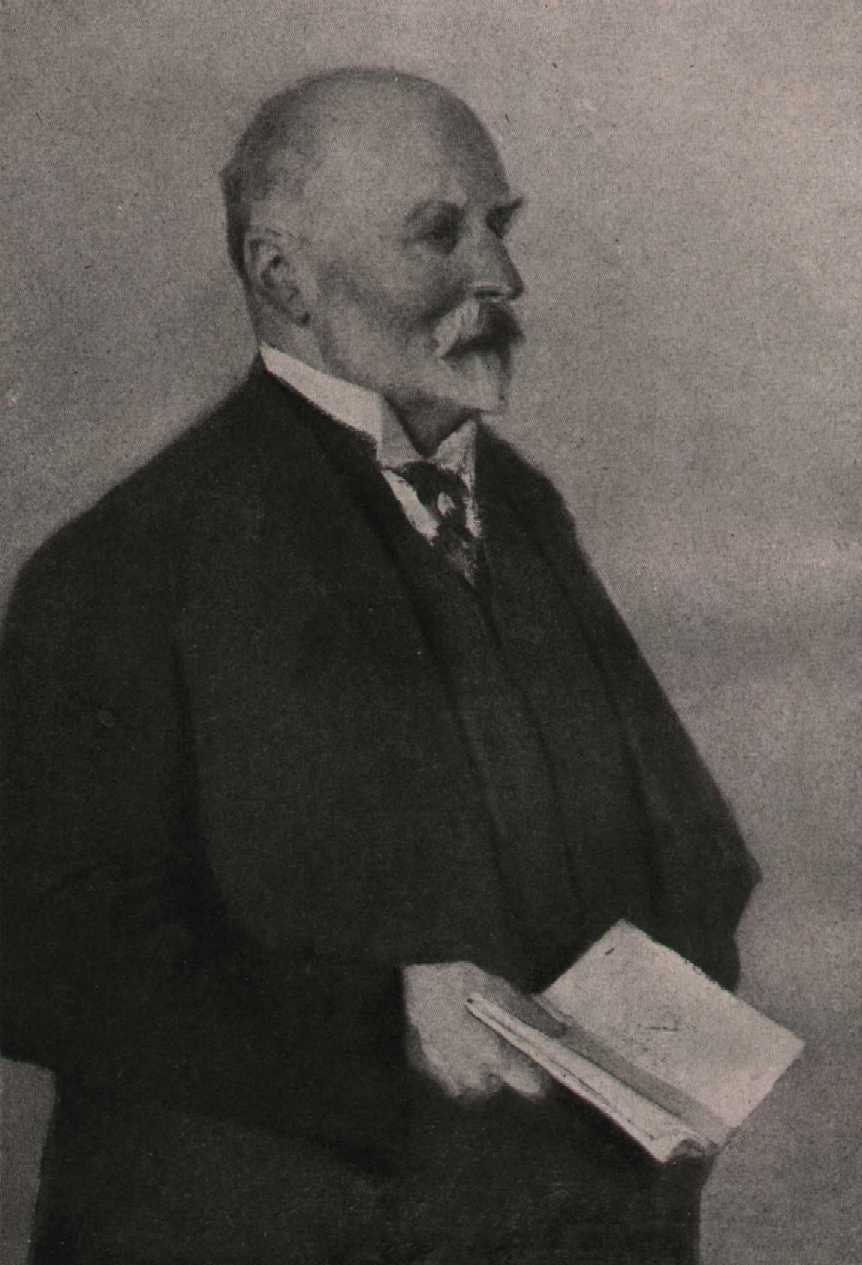
Franz Boll, um 1910

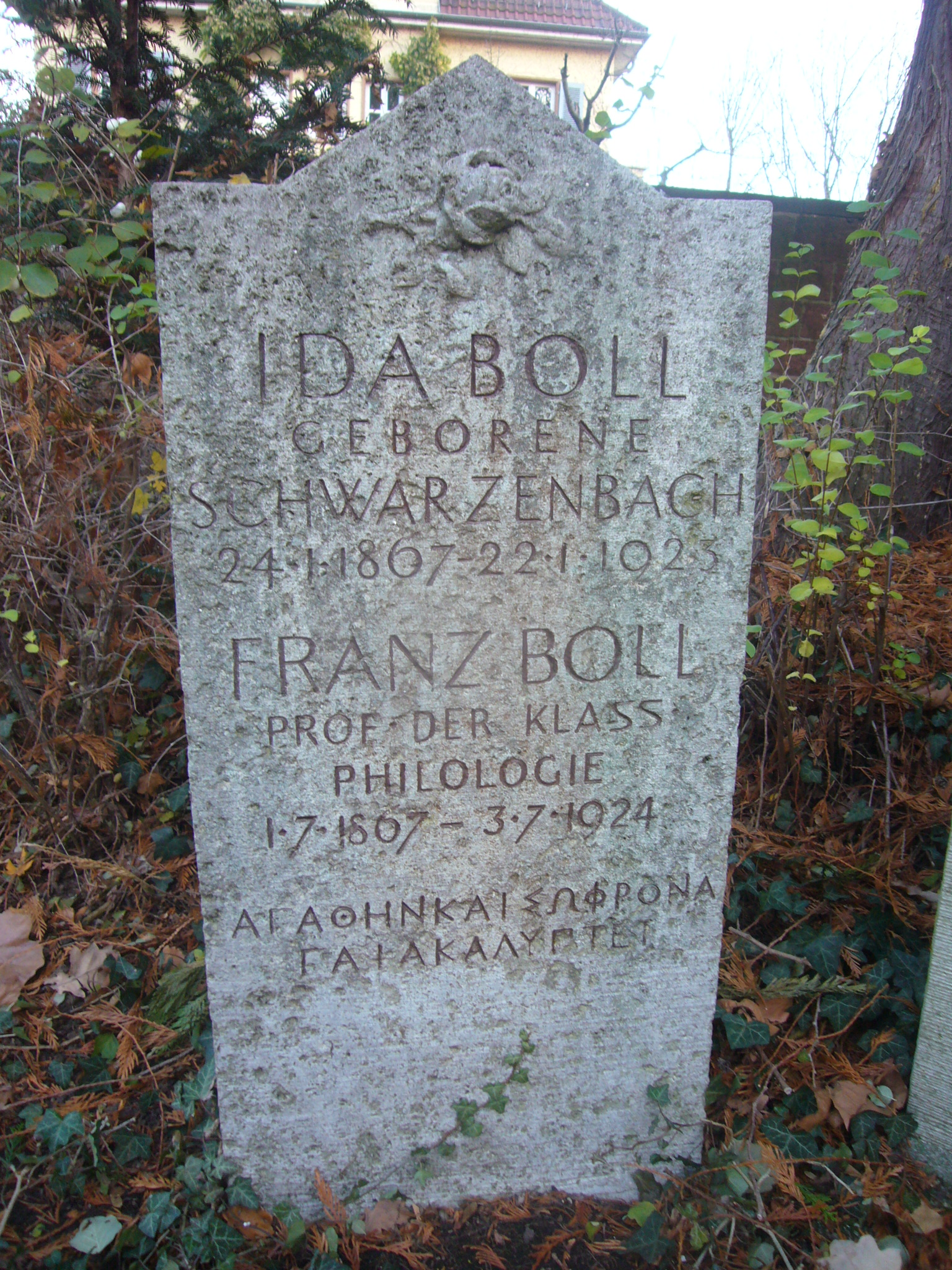
Grabstein des Astronomiehistorikers Franz Boll und seiner Frau Ida auf dem Friedhof im Heidelberger Stadtteil Neuenheim

Franz Johann Evangelista Boll (* 1. Juli 1867 in Rothenburg ob der Tauber; † 3. Juli 1924 in Heidelberg) war ein deutscher Klassischer Philologe, Astrologie- und Astronomiehistoriker und Bibliothekar.

## Leben
Franz Boll war Sohn des Richters Georg Boll und dessen Frau Marie (geb. Nusser). Nach dem Abitur am Königlich Humanistischen Gymnasium Eichstätt, wohin der Vater 1873 versetzt worden war, studierte er ab 1885 in Berlin und ab 1887 in München Klassische Philologie und Philosophie, unter anderem bei Eduard Zeller, Wilhelm von Christ, Rudolf Schöll und Michael Bernays. 1894 wurde er mit einer Arbeit über Claudius Ptolemaeus promoviert. Ab 1891 war Boll in der Handschriftenabteilung der Hof- und Staatsbibliothek in München tätig, ab 1898 als Leiter. 1903 wechselte er in die Universitätslaufbahn und wurde Professor für Klassische Philologe in Würzburg, ab 1908 in Heidelberg.
Boll beschäftigte sich vor allem mit der antiken Astronomie und Astrologie. Er erforschte, gestützt auf Handschriftenstudien, das astronomische Weltbild vom alten Orient über Griechen und Römer bis zur Neuzeit sowie die Geschichte der Sternbilder und der Astrologie. Zusammen mit Franz Cumont, Wilhelm Kroll und Joseph Heeg war er Herausgeber mehrerer Bände des Catalogus Codicum Astrologorum Graecorum, eines Katalogs altgriechischer Schriften zur Astrologie.
Seit 1909 stand er in enger Verbindung mit dem Kunst- und Kulturwissenschaftler Aby Warburg, auf den auch Bolls Exlibris mit dem Motiv eines sinnenden Astronomen zurückgeht und dessen Kulturwissenschaftliche Bibliothek Warburg die  Neubearbeitung durch Wilhelm Gundel und wiederholte Neuausgaben des von Boll zusammen mit seinem Freund Carl Bezold zuerst 1917 veröffentlichten Buches Sternglaube und Sterndeutung. Die Geschichte und das Wesen der Astrologie veranlasste.
Er war Mitglied der Akademien der Wissenschaften in Heidelberg, München, Göttingen (ab 1917) und Bologna sowie Ehrendoktor der Universität Padua. Zu seinen akademischen Schülern zählte unter anderem Helene Homeyer (Promotion 1922).

## Schriften (Auswahl)
- Studien über Claudius Ptolemaeus. Ein Beitrag zur Geschichte der griechischen Philosophie und Astrologie. In: Neue Jahrbücher für Philologie und Pädagogik. Supplementband 21,2. Teubner, Leipzig 1894, S. 49–244.
- Sphaera. Neue griechische Texte und Untersuchungen zur Geschichte der Sternbilder. Teubner, Leipzig 1903. Nachdruck Olms, Hildesheim 1967.
- Catalogus Codicum Astrologorum Graecorum. Lamertin, Brüssel.
  - Bd. 5: Codices Romani. 4 Teile. 1904–1940.
  - Bd. 7: Codices Germanicos descripsit Franciscus Boll. 1908.
- Der Ursprung des Wortes Syphilis. In: Neues Jahrbuch für klassisches Altertum. Band 25, 1910, S. 72 ff.
- Aus der Offenbarung Johannis. Hellenistische Studien zum Weltbild der Apokalypse. Teubner, Leipzig 1914. Nachdruck Hakkert, Amsterdam 1967.
- Antike Beobachtungen farbiger Sterne. Akademie der Wissenschaften, München 1916.
- mit Carl Bezold: Sternglaube und Sterndeutung. Die Geschichte und das Wesen der Astrologie. Teubner, Leipzig 1917; ab der 3. Auflage hrsg. von Wilhelm Gundel; 4. Auflage: Leipzig/Berlin 1931; Neudrucke („5. Auflage“) mit einem bibliographischen Anhang von Hans Georg Gundel. Wissenschaftliche Buchgesellschaft, Darmstadt 1966 und, deklariert als „7. Auflage“, 1977, ISBN 3-519-07202-5.
- Kleine Schriften zur Sternkunde des Altertums. Koehler & Amelang, Leipzig 1950.

## Belege
1. ↑  Vgl. Helga Gärtner: „Finsternisse“ und die Heidelberger Klassische Philologie: Franz Boll. In: Helga Köhler, Herwig Görgemanns, Manuel Baumbach (Hrsg.): „Stürmend auf finsterem Pfad ...“ Ein Symposium zur Sonnenfinsternis in der Antike. Winter, Heidelberg 2000, S. 89 f. mit Anm. 26.
2. ↑  Holger Krahnke: Die Mitglieder der Akademie der Wissenschaften zu Göttingen 1751–2001 (= Abhandlungen der Akademie der Wissenschaften zu Göttingen, Philologisch-Historische Klasse. Folge 3, Bd. 246 = Abhandlungen der Akademie der Wissenschaften in Göttingen, Mathematisch-Physikalische Klasse. Folge 3, Bd. 50). Vandenhoeck & Ruprecht, Göttingen 2001, ISBN 3-525-82516-1, S. 44.

| Personendaten    | Personendaten                                       |
| ---------------- | --------------------------------------------------- |
| NAME             | Boll, Franz                                         |
| ALTERNATIVNAMEN  | Boll, Franz Johann Evangelista (vollständiger Name) |
| KURZBESCHREIBUNG | deutscher Altphilologe und Bibliothekar             |
| GEBURTSDATUM     | 1. Juli 1867                                        |
| GEBURTSORT       | Rothenburg ob der Tauber                            |
| STERBEDATUM      | 3. Juli 1924                                        |
| STERBEORT        | Heidelberg                                          |